# Auguste Unertl
Auguste Unertl (* 12. Juli 1864 in Mering, Bezirksamt Friedberg, Oberbayern; † 1941 in Waldkirchen, Landkreis Wolfstein, Niederbayern) war eine deutsche Schriftstellerin und Mäzenatin.

## Leben
Unertl entstammte einer wohlhabenden Fabrikantenfamilie aus Mering bei Augsburg und war hochgebildet und einflussreich. Sie war mit einem Magistratssekretär in Waldkirchen verheiratet. In ihrer Waldkirchener Villa unterhielt sie einen literarischen Salon.
Im Jahr 1896 lernte sie die spätere Volksdichterin Emerenz Meier kennen, wurde ihr eine mütterliche Freundin und Mäzenatin, vermittelte ihr Verbindungen zu Zeitungs- und Zeitschriften-Redaktionen. 1899 verhalf sie Meier zu Audienzen bei Therese von Bayern und Ludwig Ferdinand von Bayern in München, doch die Hoffnung auf ein Stipendium wurde nicht erfüllt. Meier blieb auch noch nach ihrer Auswanderung in die USA (1906) mit Unertl befreundet und korrespondierte aus Chicago bis zu ihrem Tod (1928) in 56 (überlieferten) Briefen regelmäßig mit ihr. Meiers literarischer Nachlass ging an Unertl nach Waldkirchen und wurde dort vom Heimatdichter Max Peinkofer aufgearbeitet.
Außerdem war Unertl mit den Schriftstellern Hans Carossa  und Jules Siber befreundet.
Man sagt ihr eine Verlobung mit dem schwedischen Maler Anders Zorn nach.

## Werke (Auswahl)
- Chronik von Waldkirchen, Verlag Bauer, Waldkirchen 1902
- Emerenz Meier. Die Dichterin des Bayerwaldes, in: HG Nr. 14 vom 14. Juni 1929